# 2006-os magyar úszóbajnokság
A 2006-os magyar úszóbajnokságot – amely a 108. magyar bajnokság volt – márciusban rendezték meg Budapesten.

## Eredmények

### Férfiak
| Versenyszám                        | Arany                                                             | Arany     | Ezüst                                                         | Ezüst    | Bronz                                                              | Bronz    |
| ---------------------------------- | ----------------------------------------------------------------- | --------- | ------------------------------------------------------------- | -------- | ------------------------------------------------------------------ | -------- |
| 50 m gyorsúszás március 23.        | Takács Krisztián Dunaferr                                         | 23,39     | Gáspár Zsolt Delfin SE                                        | 23,53    | Cseh László Kőbánya SC                                             | 23,61    |
| 100 m gyorsúszás március 26.       | Makány Balázs Kőbánya SC                                          | 51,71     | Cseh László Kőbánya SC                                        | 52,07    | Fekete István Bp. Honvéd                                           | 52,34    |
| 200 m gyorsúszás március 24.       | Cseh László Kőbánya SC                                            | 1:50,45   | Kerékjártó Tamás Delfin SE                                    | 1:51,55  | Dajka Ádám BVSC                                                    | 1:53,35  |
| 400 m gyorsúszás március 26.       | Kis Gergő Rája '94 UK                                             | 3:55,72   | Kiss Boldizsár Delfin SE                                      | 3:58,95  | Nógrádi Ádám A Jövő SC                                             | 3:59,53  |
| 800 m gyorsúszás március 25.       | Kis Gergő Rája '94 UK                                             | 8:16,71   | Varró Gergő Hullám '91 UE                                     | 8:21,80  | Fekete Gábor Rája '94 UK                                           | 8:31,79  |
| 1500 m gyorsúszás március 23.      | Kis Gergő Rája '94 UK                                             | 15:43,86  | Nagy Péter Rája '94 UK                                        | 15:55,48 | Varró Gergő Hullám '91 UE                                          | 15:58,06 |
| 50 m hátúszás március 23.          | Cseh László Kőbánya SC                                            | 25,60 OCS | Szabó János Bp. Honvéd                                        | 26,81    | Rudolf Roland Kőbánya SC                                           | 27,25    |
| 100 m hátúszás március 25.         | Cseh László Kőbánya SC                                            | 54,83     | Szabó János Bp. Honvéd                                        | 57,22    | Sallai Márk Kőbánya SC                                             | 57,42    |
| 200 m hátúszás március 26.         | Rudolf Roland Kőbánya SC                                          | 2:02,25   | Balog Gábor ANK Pécs                                          | 2:07,44  | Dajka Ádám BVSC                                                    | 2:08,48  |
| 50 m mellúszás március 25.         | Bodor Richárd USK-TÁSI                                            | 28,65     | Financsek Gábor USK-TÁSI                                      | 29,24    | Rácz Ákos Kőbánya SC                                               | 30,07    |
| 100 m mellúszás március 24.        | Molnár Ákos A Jövő SC                                             | 1:02,21   | Bodor Richárd USK-TÁSI                                        | 1:02,44  | Gyurta Dániel A Jövő SC                                            | 1:02,96  |
| 200 m mellúszás március 26.        | Gyurta Dániel A Jövő SC                                           | 2:12,89   | Molnár Ákos A Jövő SC                                         | 2:15,43  | Cseh László Kőbánya SC                                             | 2:16,30  |
| 50 m pillangóúszás március 23.     | Cseh László Kőbánya SC                                            | 24,58     | Kovács Norbert Kőbánya SC                                     | 25,47    | Takács Krisztián Dunaferr                                          | 25,52    |
| 100 m pillangóúszás március 26.    | Cseh László Kőbánya SC                                            | 53,03     | Hős Péter A Jövő SC                                           | 55,51    | Kovács Norbert Kőbánya SC                                          | 55,54    |
| 200 m pillangóúszás március 24.    | Cseh László Kőbánya SC                                            | 1:57,80   | Kis Gergő Rája '94 UK                                         | 2:01,07  | Kolozár Dávid Delfin SE                                            | 2:02,08  |
| 200 m vegyes úszás március 25.     | Kerékjártó Tamás Delfin SE                                        | 2:02,22   | Nagy Péter Rája '94 UK                                        | 2:04,23  | Verrasztó Dávid A Jövő SC                                          | 2:05,55  |
| 400 m vegyes úszás március 26.     | Nagy Péter Rája '94 UK                                            | 4:19,35   | Verrasztó Dávid A Jövő SC                                     | 4:20,81  | Kerékjártó Tamás Delfin SE                                         | 4:22,58  |
| 4 × 100 m gyorsváltó március 23.   | Kőbánya SC Makány Balázs Zubor Attila Rudolf Roland Cseh László   | 3:25,79   | Delfin SE                                                     | 3:28,09  | BVSC                                                               | 3:32,08  |
| 4 × 200 m gyorsváltó március 24.   | Kőbánya SC Makány Balázs Kovács Norbert Rudolf Roland Cseh László | 7:29,64   | Delfin SE                                                     | 7:37,23  | A Jövő SC                                                          | 7:46,12  |
| 4 × 100 m vegyes váltó március 26. | Kőbánya SC Cseh László Rácz Ákos Kovács Norbert Makány Balázs     |           | A Jövő SC Verrasztó Dávid Molnár Ákos Hős Péter Gyurta Dániel | 3:54,00  | Bp. Honvéd Szabó János Závodszki Dániel Wesley Muray Fekete István | 3:54,64  |

### Nők
| Versenyszám                        | Arany                                                                      | Arany    | Ezüst                                                          | Ezüst    | Bronz                                                                | Bronz    |
| ---------------------------------- | -------------------------------------------------------------------------- | -------- | -------------------------------------------------------------- | -------- | -------------------------------------------------------------------- | -------- |
| 50 m gyorsúszás március 26.        | Szél Friderika Szegedi UE                                                  | 26,89    | Verrasztó Evelyn A Jövő SC                                     | 26,98    | Dara Eszter A Jövő SC                                                | 27,03    |
| 100 m gyorsúszás március 24.       | Szél Friderika Szegedi UE                                                  | 57,43    | Dara Eszter A Jövő SC                                          | 57,91    | Hosszú Katinka Bajai Spartacus                                       | 58,58    |
| 200 m gyorsúszás március 25.       | Hosszú Katinka Bajai Spartacus                                             | 2:02,16  | Lipcsei Krisztina Kőbánya SC                                   | 2:02,99  | Nagy Réka Rája '94 UK                                                | 2:03,57  |
| 400 m gyorsúszás március 23.       | Nagy Réka Rája '94 UK                                                      | 4:15,54  | Verrasztó Evelyn A Jövő SC                                     | 4:17,00  | Hosszú Katinka Bajai Spartacus                                       | 4:17,05  |
| 800 m gyorsúszás március 25.       | Nagy Réka Rája '94 UK                                                      | 8:49,80  | Hajnal Erika A Jövő SC                                         | 8:55,81  | Szeder Fanni Százhalombatta                                          | 8:58,99  |
| 1500 m gyorsúszás március 24.      | Nagy Réka Rája '94 UK                                                      | 16:53,93 | Szeder Fanni Százhalombatta                                    | 17:12,93 | Kócz Enikő Hullám '91                                                | 17:58,33 |
| 50 m hátúszás március 26.          | Szepesi Nikolett Kőbánya SC                                                | 30,05    | Kalicz Helga A Jövő SC                                         | 30,51    | Verrasztó Evelyn A Jövő SC                                           | 30,54    |
| 100 m hátúszás március 24.         | Szepesi Nikolett Kőbánya SC                                                | 1:02,50  | Kalicz Helga A Jövő SC                                         | 1:03,94  | Verrasztó Evelyn A Jövő SC                                           | 1:04,25  |
| 200 m hátúszás március 25.         | Verrasztó Evelyn A Jövő SC                                                 | 2:13,48  | Szepesi Nikolett Kőbánya SC                                    | 2:14,41  | Jakabos Zsuzsanna ANK Pécs                                           | 2:14,62  |
| 50 m mellúszás március 23.         | Kovács Ágnes Kőbánya SC                                                    | 32,27    | Kovács Krisztina Bp. Honvéd                                    | 33,01    | Veisz Kitti Bp. Honvéd                                               | 34,07    |
| 100 m mellúszás március 25.        | Kovács Ágnes Kőbánya SC                                                    | 1:09,64  | Kovács Krisztina Bp. Honvéd                                    | 1:12,46  | Szántó Szintia Bp. Honvéd                                            | 1:13,17  |
| 200 m mellúszás március 24.        | Kovács Ágnes Kőbánya SC                                                    | 2:28,58  | Bor Katalin A Jövő SC                                          | 2:33,47  | Reményi Diána BVSC                                                   | 2:36,38  |
| 50 m pillangóúszás március 24.     | Boulsevicz Beatrix BVSC                                                    | 27,93    | Zalai Zita Szegedi UE                                          | 28,39    | Kovács Emese A Jövő SC                                               | 28,44    |
| 100 m pillangóúszás március 26.    | Boulsevicz Beatrix BVSC                                                    | 1:00,01  | Lipcsei Krisztina Kőbánya SC                                   | 1:01,61  | Kovács Emese A Jövő SC                                               | 1:02,22  |
| 200 m pillangóúszás március 24.    | Boulsevicz Beatrix BVSC                                                    | 2:08,76  | Lipcsei Krisztina Kőbánya SC                                   | 2:10,57  | Jakabos Zsuzsanna ANK Pécs                                           | 2:11,38  |
| 200 m vegyes úszás március 26.     | Jakabos Zsuzsanna ANK Pécs                                                 | 2:15,71  | Hosszú Katinka Bajai Spartacus                                 | 2:15,95  | Kovács Ágnes Kőbánya SC                                              | 2:17,35  |
| 400 m vegyes úszás március 23.     | Jakabos Zsuzsanna ANK Pécs                                                 | 4:41,26  | Hosszú Katinka Bajai Spartacus                                 | 4:48,53  | Hajnal Erika A Jövő SC                                               | 4:49,20  |
| 4 × 100 m gyorsváltó március 25.   | Kőbánya SC Szalai Boglárka Szepesi Nikolett Kovács Ágnes Lipcsei Krisztina | 3:54,21  | A Jövő SC Dara Eszter Dobár Éva Csajági Tímea Verrasztó Evelyn | 3:57,20  | Szegedi UE Szél Friderika Lábdy Alexandra Zalai Zita Gregus Brigitta | 4:00,55  |
| 4 × 200 m gyorsváltó március 24.   | Kőbánya SC Kovács Ágnes Szepesi Nikolett Szalai Boglárka Lipcsei Krisztina | 8:21,73  | A Jövő SC                                                      | 8:28,37  | Dunaferr                                                             | 8:44,83  |
| 4 × 100 m vegyes váltó március 26. | Kőbánya SC Szepesi Nikolett Kovács Ágnes Lipcsei Krisztina Szalai Boglárka | 4:11,48  | A Jövő SC Kalicz Helga Bor Katalin Kovács Emese Dara Eszter    | 4:19,32  | BVSC Tannel Nikolett Reményi Diána Boulsevicz Beatrix Tompa Orsolya  | 4:22,41  |